# District de Coimbatore
Le district de Coimbatore (Tamoul: கோயம்புத்தூர் மாவட்டம்) est un des 32 districts du Tamil Nadu en Inde. 

## Géographie
Son chef-lieu est la ville de Coimbatore qui est connue pour être le Manchester de l'Inde du sud. Le secteur secondaire, notamment automobile, y est très développé. Son PIB est l'un des plus élevés de l'Inde.

Au recensement de 2011, sa population était de 3 458 045 habitants pour une superficie de 4 732 km2.